# Alba Padró
Alba Padró (Manresa, 13 de novembre de 1976) és consultora IBCLC en lactància materna, professora universitària, autora, divulgadora i cofundadora de l'aplicació sobre lactància LactApp. Ha estat escollida com una de les sis emprenedores espanyoles que lidera el canvi social a Europa el 2022, segons la llista europea Euclid Network.
Padró és un dels referents actuals en el camp de la divulgació sobre lactància materna a Espanya. Va impulsar la creació del primer postgrau universitari sobre lactància materna d'Espanya, el postgrau d'Expert Universitari en Lactància Materna de la Universitat Ramon Llull, per formar sanitaris de diferents disciplines en l'atenció a dones lactants, del qual es codirectora i docent.
Va ser professora de la primera assignatura sobre lactància materna que es va impartir a la carrera de Medicina, una matèria que es va incloure de forma pionera a un grau universitari espanyol durant el curs 2018-2019 a la Universitat de Barcelona (UB). Fins llavors, la formació en lactància materna no estava inclosa al pla d'estudis dels professionals de la medicina, tampoc en pediatria.
Ha estat presidenta de l'Associació de Lactància de Barcelona (Alba Lactància Materna), fundada el 1992 i dedicada a la formació d'assessores de lactància, organització de grups de suport i divulgació científica relacionada amb la lactància. Allà, Padró va dirigir un grup setmanal i va atendre durant quinze anys (del 2004 al 2019) un telèfon d'emergències disponible les 24 hores, des del qual ha contestat més de 35.000 consultes.
Com a investigadora, ha abordat l'estudi de la lactància des d'una perspectiva feminista als treballs Sobre las reflexiones de la lactancia materna desde el feminismo, Public Breastfeeding as a Scandalous Practice, On the reflections of breastfeeding from the feminist perspective, Description of an mHealth tool for breastfeeding support: LactApp. Analysis of how lactating mothers seek support at critical breastfeeding points and according to their infant’s age, Telelactation with a Mobile App: User Profile and Most Common Queries, The COVID-19 vaccine in women: Decisions, data and gender gap i Impact of COVID-19 Pandemic in Breastfeeding Consultations on LactApp, an m-Health Solution for Breastfeeding Support.
Ha escrit els llibres Somos la leche (Grijalbo, 2017), Destete, el final de una etapa (Grijalbo, 2021), Mucha teta. El manual de lactancia materna (Grijalbo, 2022) i Som de llet. Ha col·laborat en mitjans de comunicació com el diari Ara, on va escriure durant anys el bloc ‘Som la llet’, que va resultar guanyador als Premis Bloc com a millor bloc personal.
El 2016, va cofundar LactApp, la primera aplicació que fa servir la intel·ligència artificial per proporcionar assessoria personalitzada en lactància. Ha estat escollida la cinquena millor emprenedora de Catalunya del 2022 segons el rànquing de l'escola de negocis EAE.